# Ansambel Alpski kvintet
Ansambel Alpski kvintet (nemško Alpenoberkrainer) je slovenska narodnozabavna zasedba, ki je bila ustanovljena leta 1966 v Kranju in deluje še danes. V svoji dosedanji karieri je ansambel prodal skupno že preko 1 milijon plošč.

## Člani
Ustanovni člani zasedbe so bili Jože Antonič (ustanovitelj, kitara), Jože Šmid (klarinet, vodja kvinteta ), Ivan Prešern (trobenta), Niko Kraigher (harmonika) in Peter Kejžar (bariton).
- Trobenta: Trobento je prvih 30 let, do zaključka poklicne glasbene poti, igral ustanovni član Prešern. Takrat ga je nadomestil Matej Bovhan. Tik pred praznovanjem 40. letnice leta 2006 je Bovhana zamenjal Damir Tkavc.[1]

- Klarinet: Do leta 1983 so se že velikokrat menjali klarinetisti. Za Šmidom je ta inštrument nekaj časa igral Vinko Kozjek, za njim sta se zvrstila Andy Arnol in Adi Kreček, nazadnje pa je klarinetist ansambla postal Vinko Sitar, ki je bil član vse do 30. obletnice leta 1996. Takrat ga je v ansamblu zamenjal Franjo Maček.[1][2]

- Bariton: Bariton je kasneje po odhodu Kejžarja igral Branko Škruba, od leta 1970 pa Janez Per, ki je član Alpskega kvinteta še danes.[1]

- Kitara: Kitaro je od ustanovitve do leta 2003 igral vodja ansambla Jože Antonič, tega leta pa ga je nadomestil Marjan Rolc. Vodenje ansambla je prevzel baritonist Janez Per.[1]

- Harmonika: Na harmoniki so se za Kraigherjem zvrstili Vinko Frelih, Ivan Papež in leta 1973 Jože Burnik. Slednji je bil član ansambla 10 let, dokler ga ni leta 1983 zamenjal Edi Semeja.[1][2]

- Pevci: Kot pevka se je ansamblu pred letom 1983 najprej začasno, nato pa kot stalna članica pridružila Ivanka Kraševec. Kmalu se jim je za tri leta pridružil prvi pevec Janko Ropret. Leta 1985 ga je zamenjal Oto Pestner, ki je z Ivanko Kraševec pri ansamblu pustil poseben pečat. Oba sta ansambel zapustila ob koncu poklicne glasbene poti leta 1996. V času do tega leta so se pri Alpskem kvintetu kot pevci zvrstili še Braco Koren, Simona Vodopivec in Branka Kraner. Od leta 1996 sta v ansamblu pela Irena Vidic in Sandi Vovk. Slednjega je leta 2000 zamenjal Mihael Možina. Tik pred praznovanjem 40. letnice ansambla leta 2006 je Ireno Vidic zamenjala Anita Zore. Leta 2015 se jim je kot dodatni član znova pridružil Oto Pestner. Leta 2018 se je pevka Anita Zore odločila, da zaključi sodelovanje z Alpskim kvintetom. Nova pevka je tako postala Maja Šturm Razboršek.[1]

- Drugi: Med letoma 1984 in 1986 je z Alpskim kvintetom sodeloval tudi humorist Vinko Šimek, ki je z njimi posnel tudi ploščo Ko pride poštar.[1]

## Delovanje
Kmalu po ustanovitvi in prvem nastopu v Kranju leta 1966 so dobili prvo ponudbo iz tujine, in sicer iz Alzacije v Franciji. Po uspešnem nastopu tam so postali zelo priljubljeni ne le v Sloveniji, temveč tudi v Avstriji, Nemčiji, Švici in drugih državah v Evropi. Leto po ustanovitvi so izdali svojo prvo malo ploščo, na kateri so bile 4 skladbe.
Leta 1996 pa je ansambel slavil 30. obletnico delovanja. S tem jubilejem je zaključil svojo poklicno glasbeno pot. Alpski kvintet je takrat zapustilo nekaj članov, zamenjali so jih novi. Ansambel je deloval naprej, še vedno so veliko nastopali in snemali.
Ob 40-letnici delovanja so nastopili na številnih koncertih tako doma kot v tujini skupaj z Alenko Semeja, s katero sodelujejo od leta 1998, z njenim godalnim orkestrom, s katerim so leta 2001 posneli prvo ploščo ter Alpsko godbo na pihala, s katero je prva plošča izšla leta 1985, prvič pa je z Alpskim kvintetom nastopila ob 40. jubileju ansambla. V jubilejnem letu so posneli 40 skladb, od tega 20 novih in 20 starih. Izšli sta dve zgoščenki, in sicer z 20 skladbami na nemško in z 40 skladbami na slovensko govorečem področju.
Ansamblu je uspelo razviti poseben stil igranja, tako imenovan alpski stil, ki je postal zelo priljubljen tako pri poslušalcih kot pri glasbenih kolegih. So tudi pobudniki in ustanovitelji Alpskega večera, ki se na Bledu odvija že vse od leta 1987. Idejo zanj so dobili na 20-obletnici praznovanja, in sicer leta 1986 v Gorjah. Leta 1991 so za to prireditev prejeli nagrado Turistični nagelj Televizije Slovenija. Bili so tudi zelo zaželeni gostje na najpomembnejših radijskih in televizijskih hišah v zahodni Evropi, kot so: ORF, ZDF, ARD, SRG, RAI, SAT1, RTL, BR, SW, itd.
Leta 2007 so kot prvi ansambel v Evropi prejeli nagrado Oberkrainer award, najvišje Evropsko glasbeno priznanje v narodnozabavni glasbi, ki ga podelijo najboljšim kvintetovskim zasedbam.
V letu 2011 so praznovali 45-letnico delovanja. Med drugim so nastopili v avstrijskem Beljaku, kjer jim je založniška hiša VM – MCP podelila najvišje priznanje za milijon prodanih plošč na nemškem govornem območju. Pri isti založbi so bili v preteklosti že večkrat nagrajeni, prejeli so namreč pet zlatih in eno diamantno ploščo. Z omenjeno založbo sodelujejo neprekinjeno že vse od leta 1979, pred tem pa so sodelovali z založbo TELDEC. Priznanje so prejeli tudi nekdanji člani Alpskega kvinteta Ivan Prešern, Ivanka Kraševec Prešern, Jože Burnik, Vinko Sitar ter nekdanji vodja ansambla Jože Antonič.
V svoji bogati zbirki imajo več kot 40 plošč in kaset, nagrajeni so bili tudi v domači Sloveniji, kjer so osvojili dve zlati plošči. Glavni avtorji melodij so člani ansambla Ivan Prešern, Jože Burnik, Jože Antonič, Janez Per in Edi Semeja. Besedila so pisali Marjan Stare, Svetlana Makarovič, Elza Budau, Vinko Šimek, Jože Antonič, Oto Pestner, Neža Maurer in Tone Fornezzi in Ivan Sivec.

## Diskografija
Ansambel Alpski kvintet je izdal večje število projektov v slovenščini in nemščini.

### Slovenski projekti
1. Slavni ribič (1975)
2. Alpski kvintet z Ivanko Kraševec (1977)
3. Mi smo pa z Gorenjske (1980)
4. Alpski kvintet z Ivanko Kraševec (1981)
5. Ljubim te Slovenija (1985)
6. Božič pri nas doma (1989)
7. Dunajske melodije (1989)
8. Še bo veselo (1998)
9. Z glasbo v srcu (2001)
10. Naša 4 desetletja (2006)
11. Veselo z glasbo naprej (2011)
12. Alpskih 50 let (2016)
13. Ave Marijo zvoni
14. Dobrodošli na Bledu/Kjer so zibali me mati
15. Kapelica pod Triglavom
16. Ko češnje zacveto/Prav luštna je moja
17. Lepi večeri
18. Na Brezjah že zvon zvoni
19. Alpski kvintet s pihalno godbo
20. Pozimi na Bledu
21. Rdeči dežniki
22. Ko pride poštar
23. Trideset veselih let
24. Veselo po domače
25. Za prijetno razpoloženje
26. Za tvoj praznik
27. Mi se še ne damo
28. Pomladni navdih
29. Šmentana reč

### Nemški projekti
1. Alpenweihnacht
2. Alpski Blasmusik
3. Alpski-Schwung für Alt und Jung
4. Auf der Reise
5. Aus Liebe zur Musik
6. Der Postmann kommt
7. Ein Dankeschön
8. Eine Reise mit Musik
9. Jugoslawien
10. Frischer Wind
11. Für unsere Freunde
12. Goldene Melodien
13. Grüβe aus der Heimat
14. Gute Laune aus Oberkrain
15. Herbst Stimmung
16. Liebe zur Natur
17. Musik aus Oberkrain
18. Musik ist unser Leben
19. Musik ist unser Sonnenschein
20. Musikfest in Oberkrain
21. Musikantenherz
22. BolfaFest
23. BolfaFest 2
24. Polkafest in Oberkrain
25. Schöne Alpenwelt
26. Schöne Urlaubszeit
27. Trachtenfest
28. Trompeten-Echo
29. Die Alpen Oberkrainer und ihre 20 grössten Erfolge
30. Winzerfest
31. Ein goldenes Herz
32. Musik mit Schwung
33. Ein Herz für Musik
34. 40 Jahre
35. Fröhlichkeit im Alpski Sound
36. Das Fenster zum Garten
37. Ihre groβen Hits
38. Goldenes Jubiläum

## Največje uspešnice
Ansambel Alpski kvintet je najbolj poznan po naslednjih skladbah: 
- Čas počitnic
- Dobro jutro
- Janezov bariton
- Kranjsko dekle
- Mladi lovec